# أليكس جيفري
أليكس جيفري هو محامي وسياسي كندي، ولد في 29 يناير 1909 في لندن في كندا، وتوفي في 11 مايو 1987. نشط حزبياً في الحزب الليبرالي الكندي. وقد انتخب عضو مجلس العموم الكندي.